# Kupprichhausen
Kupprichhausen (umgangssprachlich auch Kuba genannt) ist ein Stadtteil von Boxberg im Main-Tauber-Kreis und hat 268 Einwohner (Stand: 30. September 2023).

## Geographie

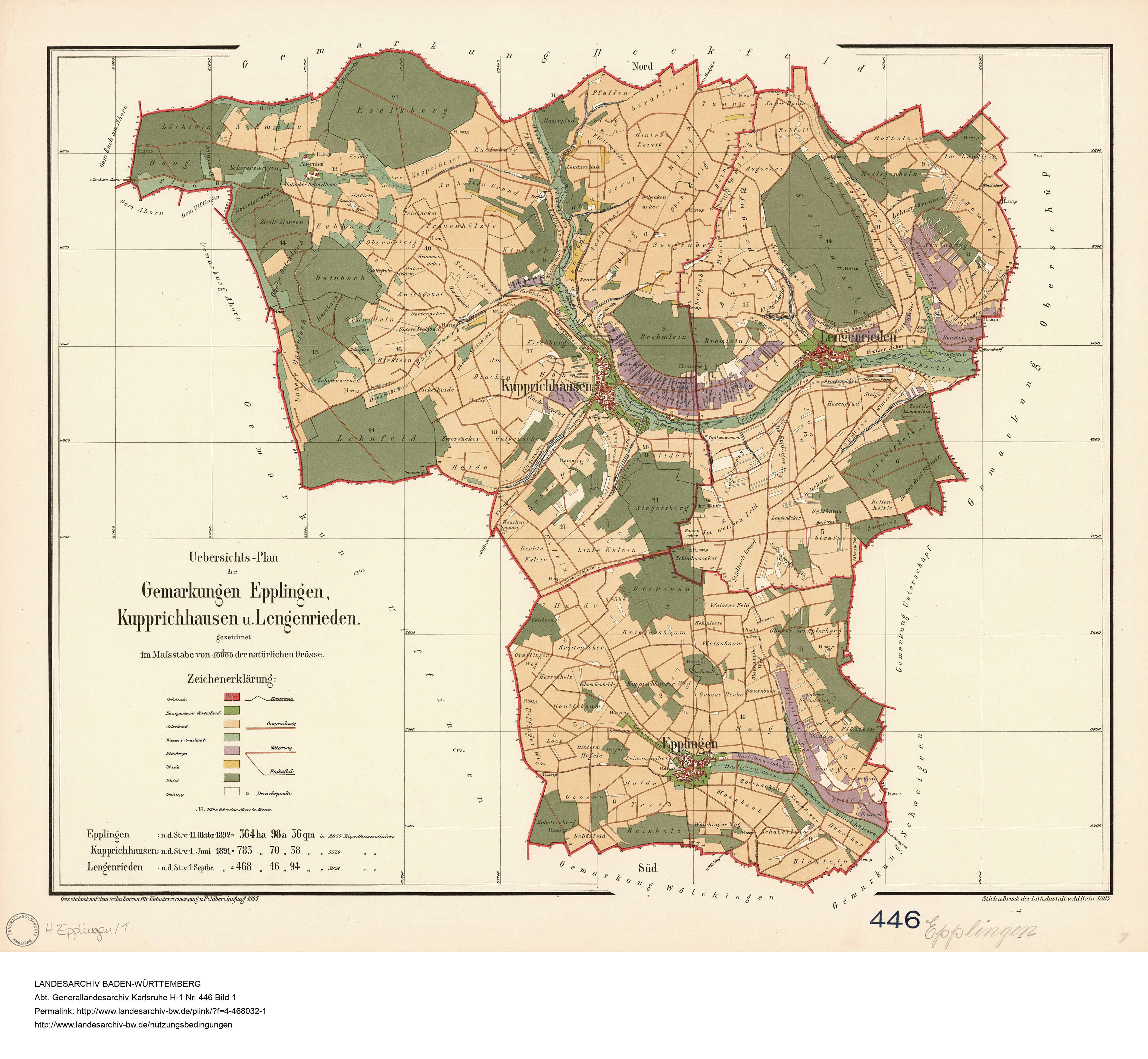
Die Gemarkung von Kupprichhausen, um 1893, daneben die Gemarkungen von Epplingen und Lengenrieden

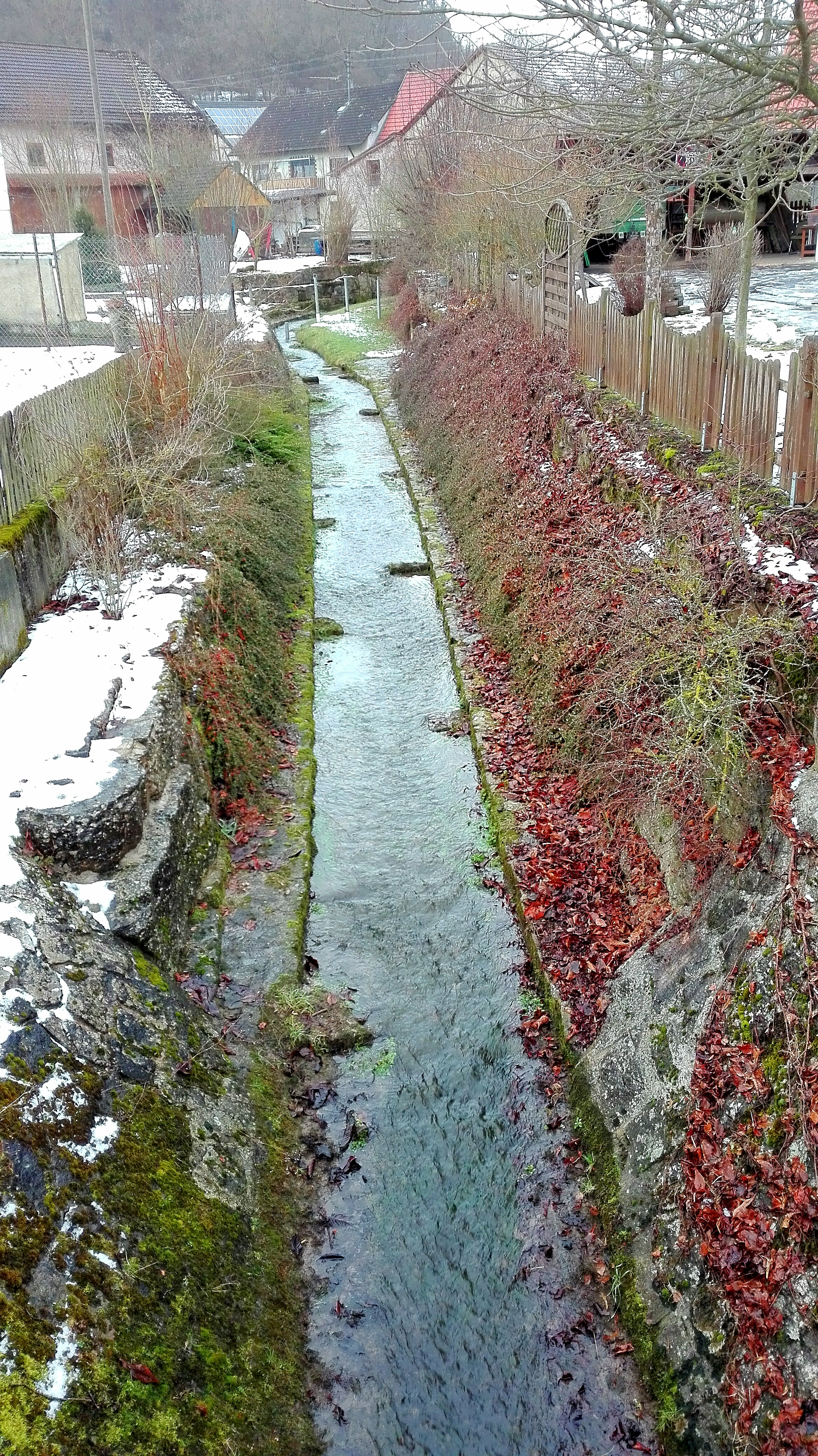
Schüpfbach

Kupprichhausen liegt in einem Talkessel des oberen Schüpfergrundes, der ein großes Seitental der Umpfer bildet. Das Dorf wird östlich und westlich von Anhöhen überragt. Der Schüpfbach, der für das Tal namensbestimmend ist, entspringt nördlich des Dorfes.
Zur ehemaligen Gemeinde Kupprichhausen gehören das Dorf Kupprichhausen (⊙) und der Wohnplatz Ahornhof (⊙) sowie die abgegangenen Ortschaften Dietenhausen, Goldberg, Meisenheim und Weildorf.

## Geschichte
Kupprichhausen ging aus mehreren ehemaligen Ortssiedlungen hervor: Meisenheim (heute: Ahornhof), Dietenhausen, Goldberg und Cup(er)gehusen.
Am 1. Juli 1971 wurde Kupprichhausen nach Boxberg eingemeindet und ist dort einer der 13 Teilorte.

### Einwohnerentwicklung
Die Bevölkerung von Kupprichhausen entwickelte sich wie folgt:
| Jahr | Gesamt |
| ---- | ------ |
| 1961 | 376    |
| 1970 | 346    |
| 2014 | 278    |

## Kultur und Sehenswürdigkeiten

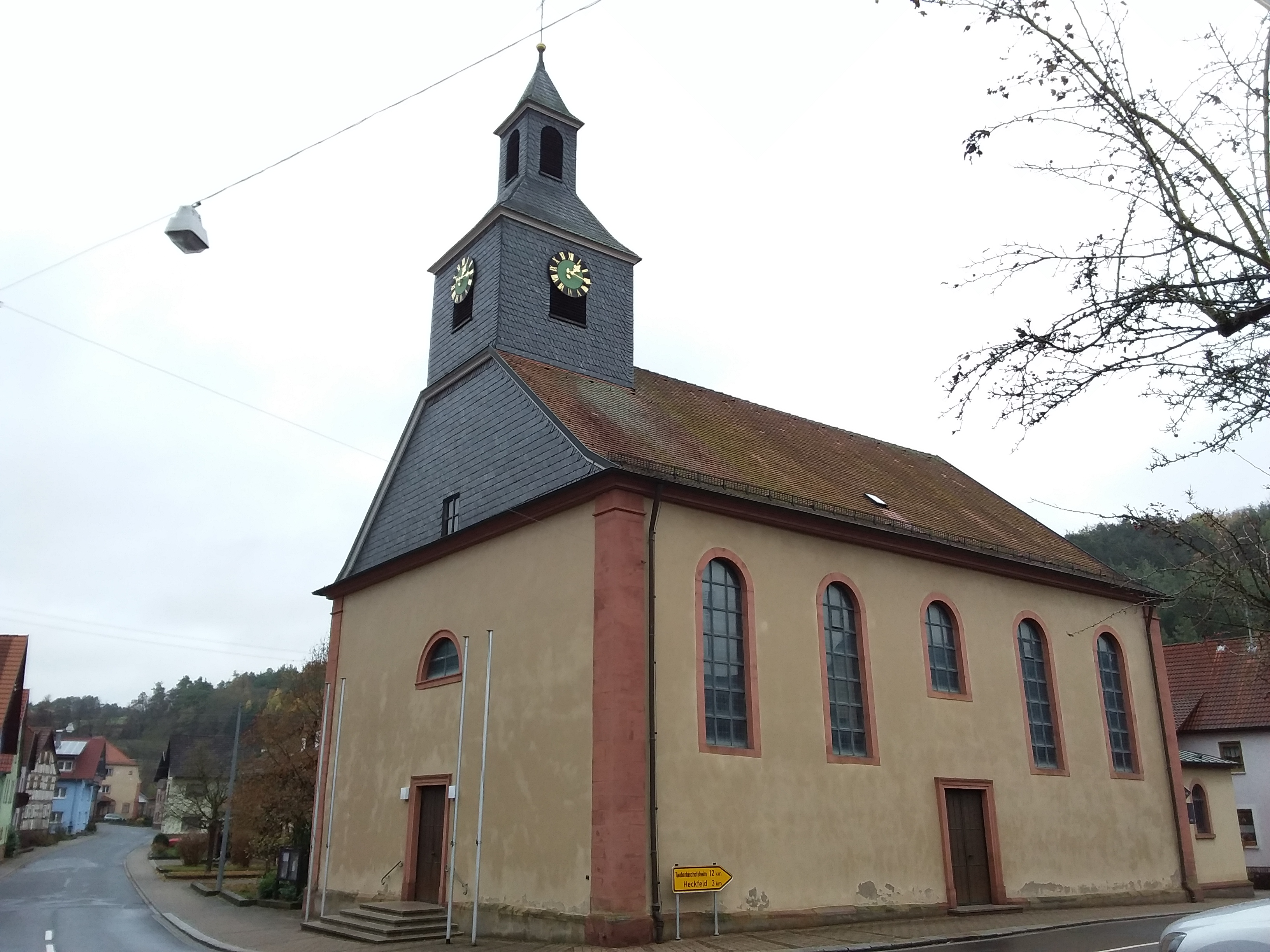
Die Allerheiligenkirche in Kupprichhausen (2016)

### Baudenkmale
Die im Jahre 1440 erstmals erwähnte Allerheiligenkirche liegt in der Ortsmitte von Kupprichhausen.

### Bildstöcke und Statuen
In Kupprichhausen fallen auch zahlreiche wunderschöne Bildstöcke auf.
Ebenso befinden sich zwei Statuen des Brückenheiligen Johannes Nepomuk im Ort, links neben der Allerheiligen-Kirche und eine traurige Nepomukstatue auf der Kupprichhäuser Schüpfbachbrücke.

Bildstöcke und Statuen in Kupprichhausen
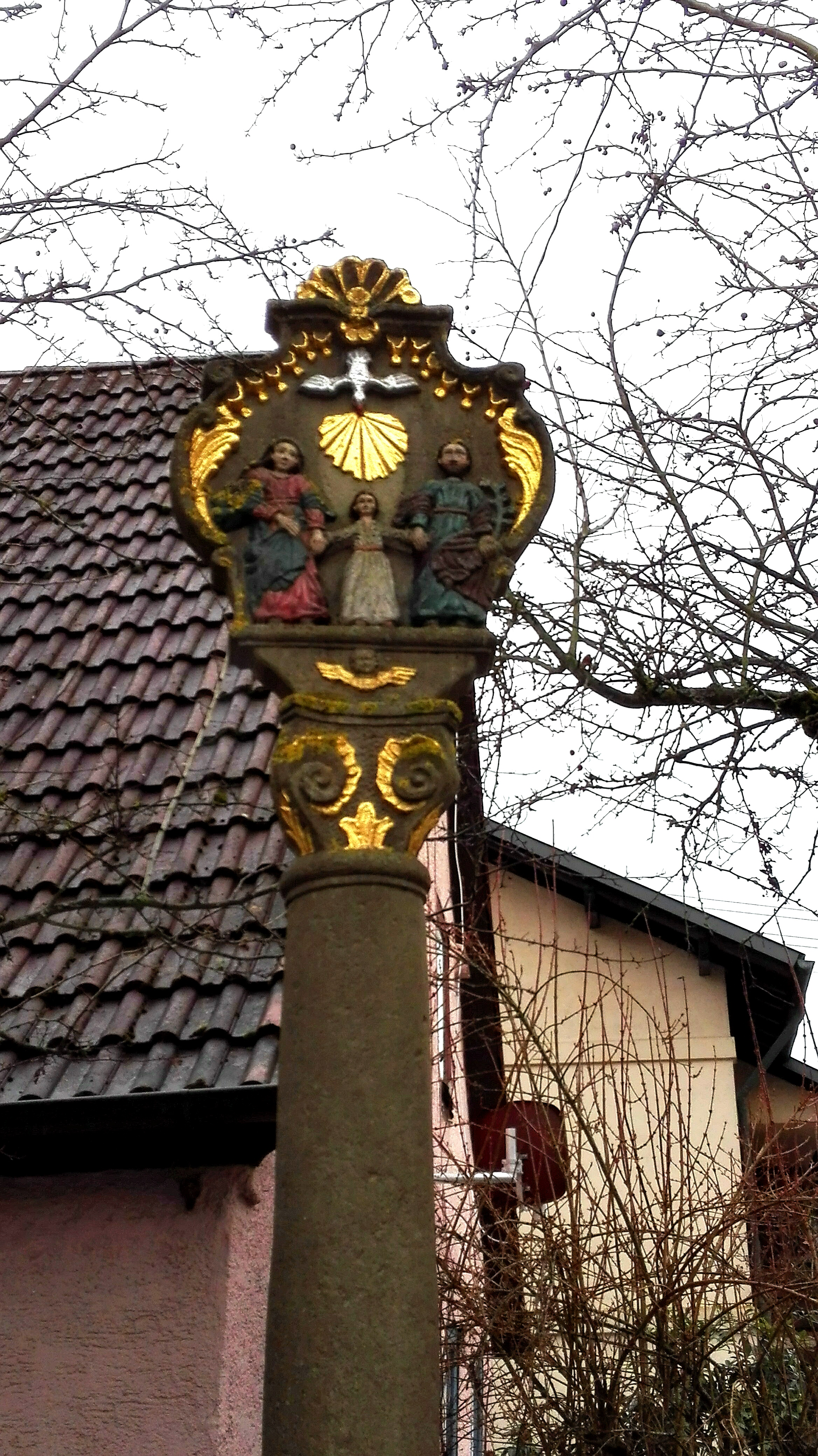
Restaurierter Bildstock in der Ortsmitte
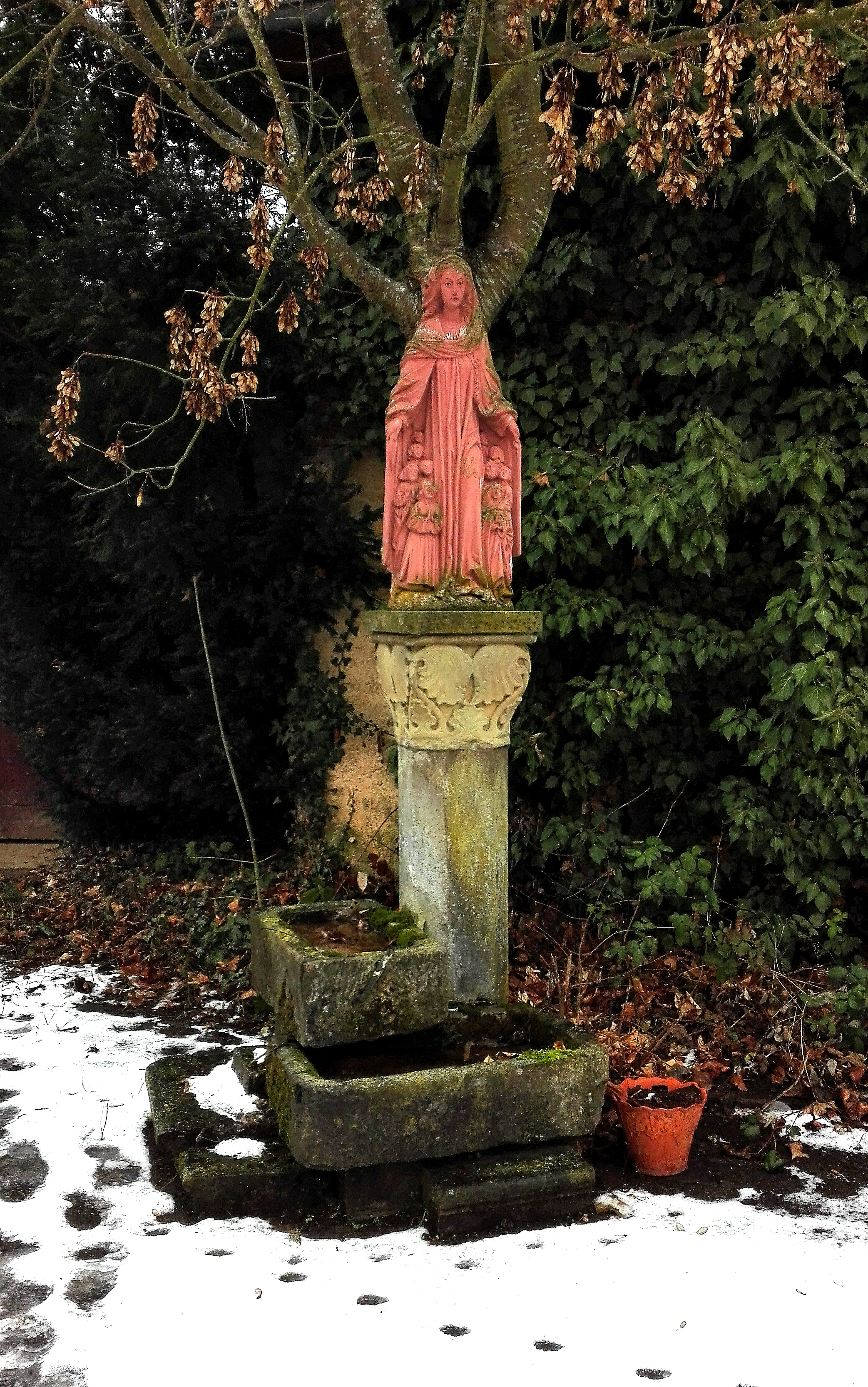
Bildstock am Pfarrhaus
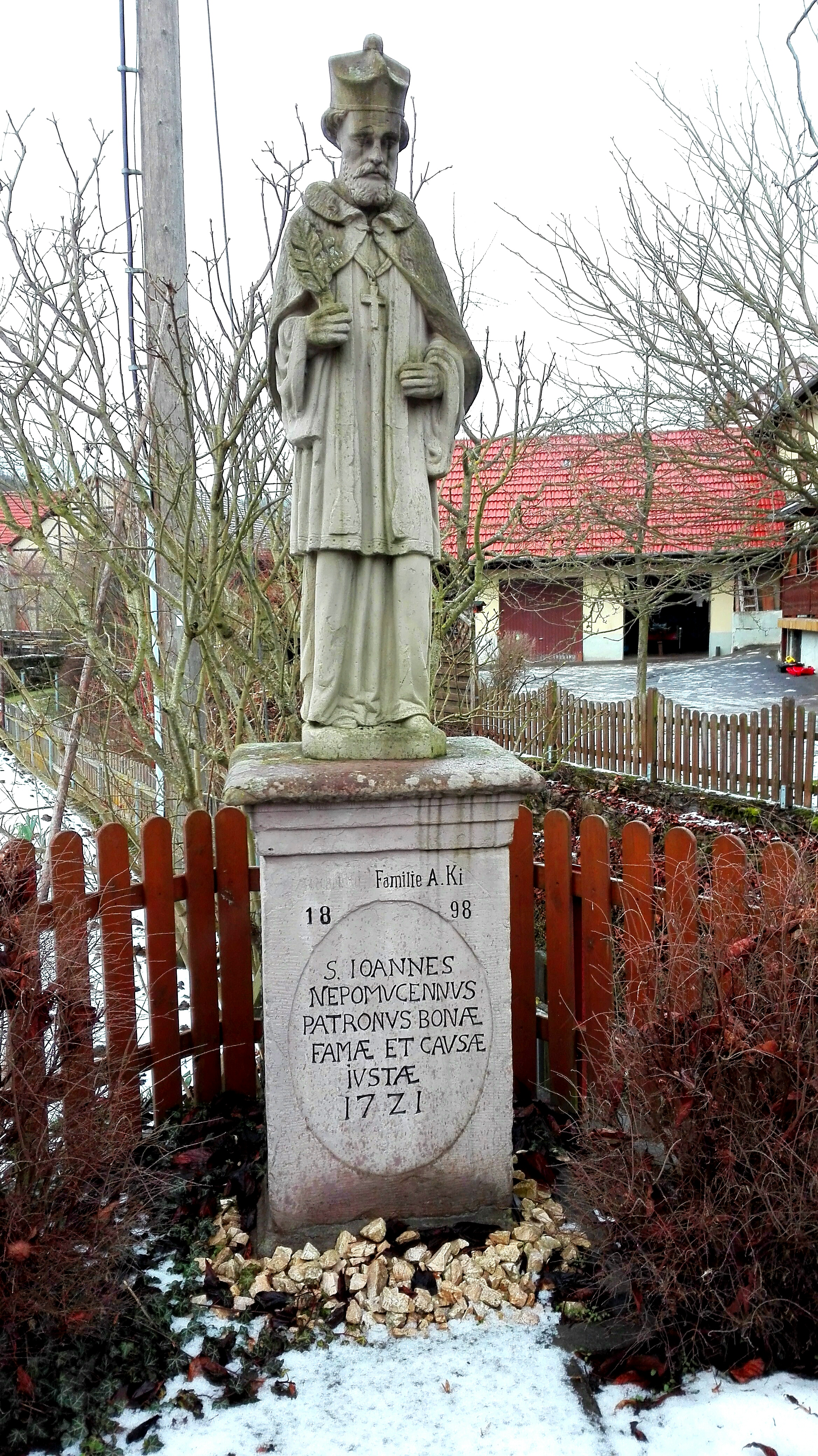
Traurige Nepomukstatue auf der Brücke über den Schüpfbach
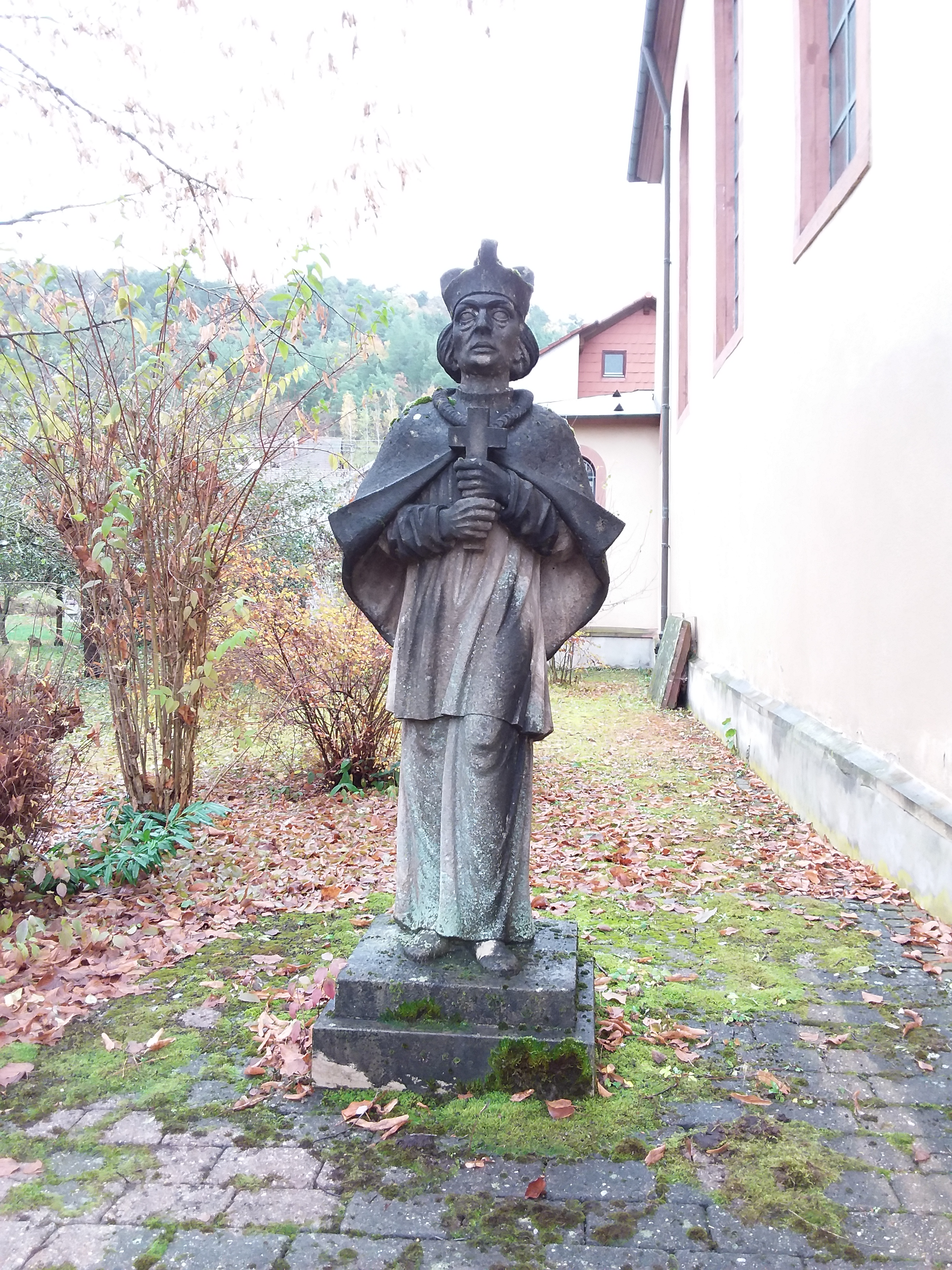
Nepomukstatue an der Allerheiligenkirche

### Rad- und Wanderwege
Kupprichhausen liegt am Schüpfbachtalradweg bzw. am Radweg Liebliches Taubertal – der Sportive.

### Regelmäßige Veranstaltungen
Obwohl die frühere Landwirtschaft und Waldwirtschaft stark an Bedeutung verloren hat, findet jährlich am Kupprichhäuser Sportgelände das
Grünkernfest statt. Auch heute wird noch der unreife Dinkel geerntet und zu Grünkern gedörrt. Es gibt in Kuba auch heute noch eine Grünkerndarre.

## Verkehr
Die Anschlussstelle Ahorn (Anschlussstelle 4) der A 81 liegt auf der Gemarkung von Kupprichhausen.